# ساب
ساب إس إي (SAP SE) هي شركة برمجيات ألمانية متعددة الجنسيات مقرها في فالدورف، بادن فورتمبيرغ، وتقوم بتطوير برمجيات المؤسسات لإدارة العمليات التجارية وعلاقات العملاء. تشتهر الشركة بشكل خاص ببرامج تخطيط موارد المؤسسات. إس إيه بي هي أكبر شركة برمجيات غير أمريكية من حيث الإيرادات، وثالث أكبر شركة برمجيات مطروحة للتداول العام في العالم من حيث الإيرادات، وأكبر شركة ألمانية من حيث القيمة السوقية.
تبيع الشركة أيضًا برامج وتقنيات قواعد البيانات، والأنظمة السحابية، ومنتجات برامج المؤسسات، مثل برامج إدارة الموارد البشرية، وبرامج إدارة علاقات العملاء، إدارة أداء المؤسسات، إدارة دورة حياة المنتج، إدارة علاقات الموردين، إدارة سلسلة الإمداد.
يقع المقر الرئيسي للشركة في فالدورف، بادن فورتمبيرغ، ألمانيا ولها مكاتب إقليمية في 180 دولة. تمتلك الشركة أكثر من 425,000 عميل في أكثر من 180 دولة وهي أحد مكونات مؤشر سوق الأسهم Euro Stoxx 50.

## لمحة تاريخية
عندما قررت شركة زيروكس الخروج من صناعة الكمبيوتر في عام 1975, طلبت من شركة IBM ترحيل جزء من أنظمة أعملها إليها وبالفعل أخذت الشركة الأمريكية العملاقة حقوق نظم البيانات العلمية (SDS)/SAPE بعقد يقال أنه وصل إلى 80 ألف دولار أمريكي.
بعدها تكونت شركة ساب من قبل ستة مهندسين ألمان كانوا يعملون في شركة أي بي ام في العام 1972 وتركوها بسبب هذه الصفقة وقرورا إنشاء شركة خاصة بهم وكلمة ساب اختصار لـ (Systems, Applications and Products in Data Processing).

## الأسواق والأعمال
حقق نظامها لإدارة الموارد المؤسسية (SAP R3) شهره واسعة لما يمتلك من خصائص تجعلة من المرونة يتوافق مع العديد من قطاعات العمل الخاص والحكومي.

## المنتجات
المنتج الرئيسي للشركة الآن هو SAP S/4Hana وهو عبارة توسيع لنظام الإدارة المؤسسية ليشمل التجارة الإلكترونية بحيث يمكن ريط الشركات ببعضها البعض في معاملتها من طلبات الشراء والفواتير.

## المنافسة
تصريحات شركة إس إيه بي الرسمية اكدت انها متعاقدة مع أكثر من 440000 عميل في أكثر من 180 بلد.

## وصلات خارجية
- الموقع الرسمي